# Eburodacrys lenkoi
Eburodacrys lenkoi là một loài bọ cánh cứng trong họ Cerambycidae.